# Williams (Arizona)
Williams è una città degli Stati Uniti d'America, situata nella Contea di Coconino, nello Stato dell'Arizona.

## Storia
Cittadina che basa la sua fama turistica sull'essere posizionata lungo la celeberrima Route 66, Williams venne fondata nel 1881, e il suo nome deriva da William "Old Bill" Williams, famoso uomo di montagna che spesso si trovava nella zona. Nel 1932 fece visita al paese Franklin Delano Roosevelt durante la sua campagna elettorale.